# Carl Bremiker
Carl Bremiker, född 23 februari 1804 i Hagen, Westfalen, död 26 mars 1877 i Berlin, var en tysk astronom och geodet.
Bremiker var en tid medarbetare vid Berliner astronomisches Jahrbuch, blev 1868 sektionschef vid det geodetiska institutet i Berlin och var fram till sin död verksam i det geodetiska arbetet i Tyskland (Die Bonner Basis, 1876). Resultaten av sin forskning på detta område publicerade han i Studien über höhere Geodäsie (1869). Bremiker beräknade även flera asteroidbanor samt en del av Enckes komets perturbationer. Han tilldelades Lalandepriset 1840.
Av hans övriga publikationer kan särskilt nämnas Logarithmorum VI decimalium nova tabula Beroliniensis (1852, från 1860 tysk upplaga) och Logarithmisch-trigonometrische Tafeln mit fünf und mit vier Decimalen (1872–1874). Från 1850 utgav han årligen Nautisches Jahrbuch, avsedd för den tyska marinen. Han utgav även Johann Elert Bodes Anleitung zur Kenntniß des gestirnten Himmels (elfte upplagan 1858), Jurij Vegas Logarithmisch-trigonometrisches Handbuch (från 1856) samt en stereotypupplaga av August Leopold Crelles Rechentafeln (från 1857).